# Suzanne Feyrou
Suzanne, Adrienne, Pauline Fourré, née le 26 mars 1895 à Tours et morte le 20 décembre 1974 à Paris 18e, connue par son nom de scène Suzanne Feyrou est une chanteuse de café-concert et de cabarets française.
Elle est connue pour les enregistrements de chansons pour enfants, Les Chansons de Bob et Bobette, parus entre 1929 et 1948.

## Biographie
Suzanne Fourré est la fille d'Adrien Fourré, plombier et de Pauline Le Tourniv.
Elle débute comme disette ou « chanteuse à diction », dans les revues des cafés-concerts montmartrois, à La Boite à Fursy, 27 boulevard des Italiens, au Moulin de la Chanson, au Coucou. Elle passe à l'Olympia en 1925, aux Quat'Z'arts et à La Fourmi en 1932.
À partir de 1929, elle se consacre aux chansons pour enfants. Elle crée avec Jean Sorbier Les chansons de Bob et Bobette,.
Elle passe aussi dans les spectacles radiophoniques.
Elle fait encore un tour de chant, au caveau de la république, en 1942.

## Revues

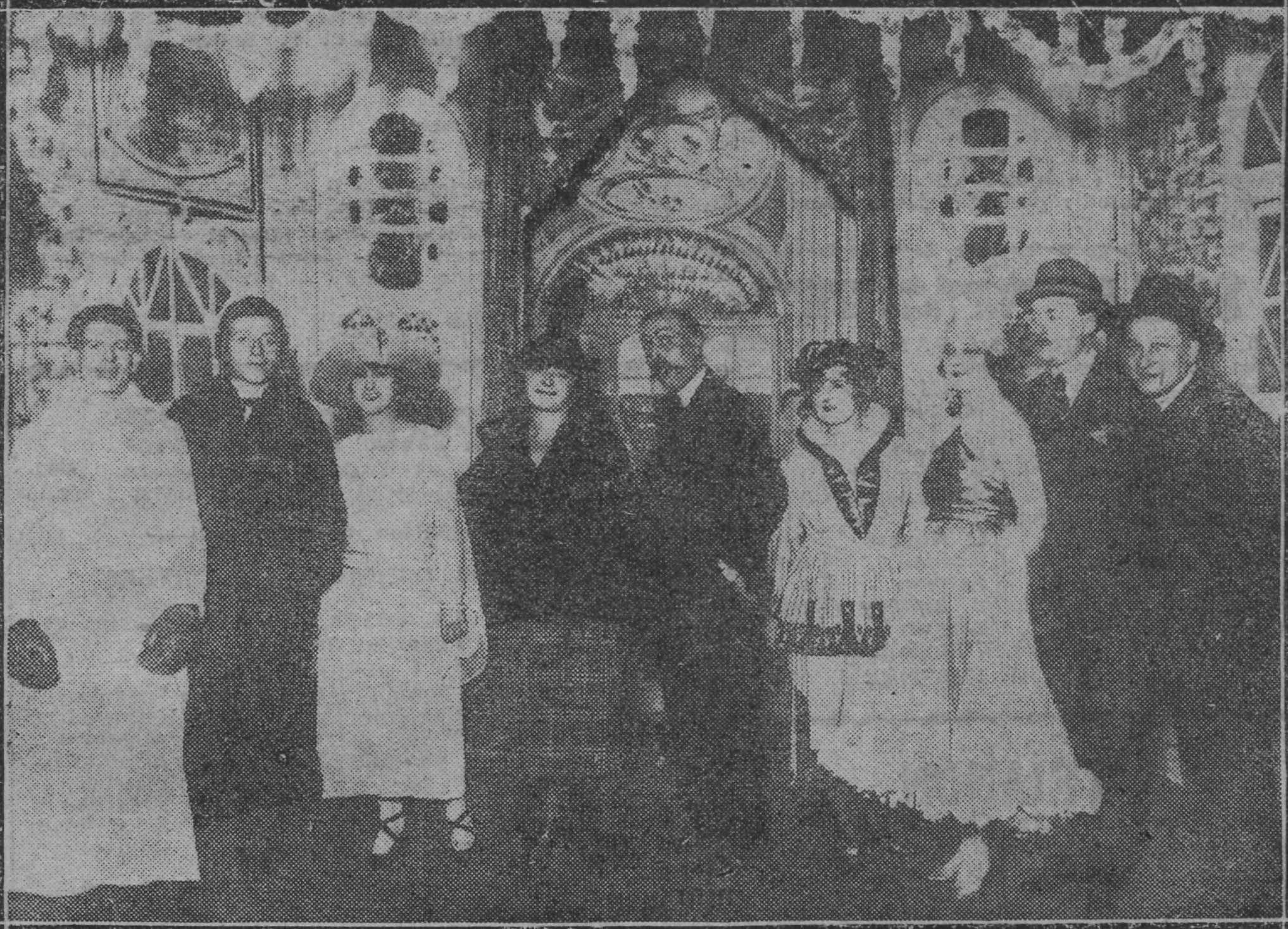
Dans l'train, 1921

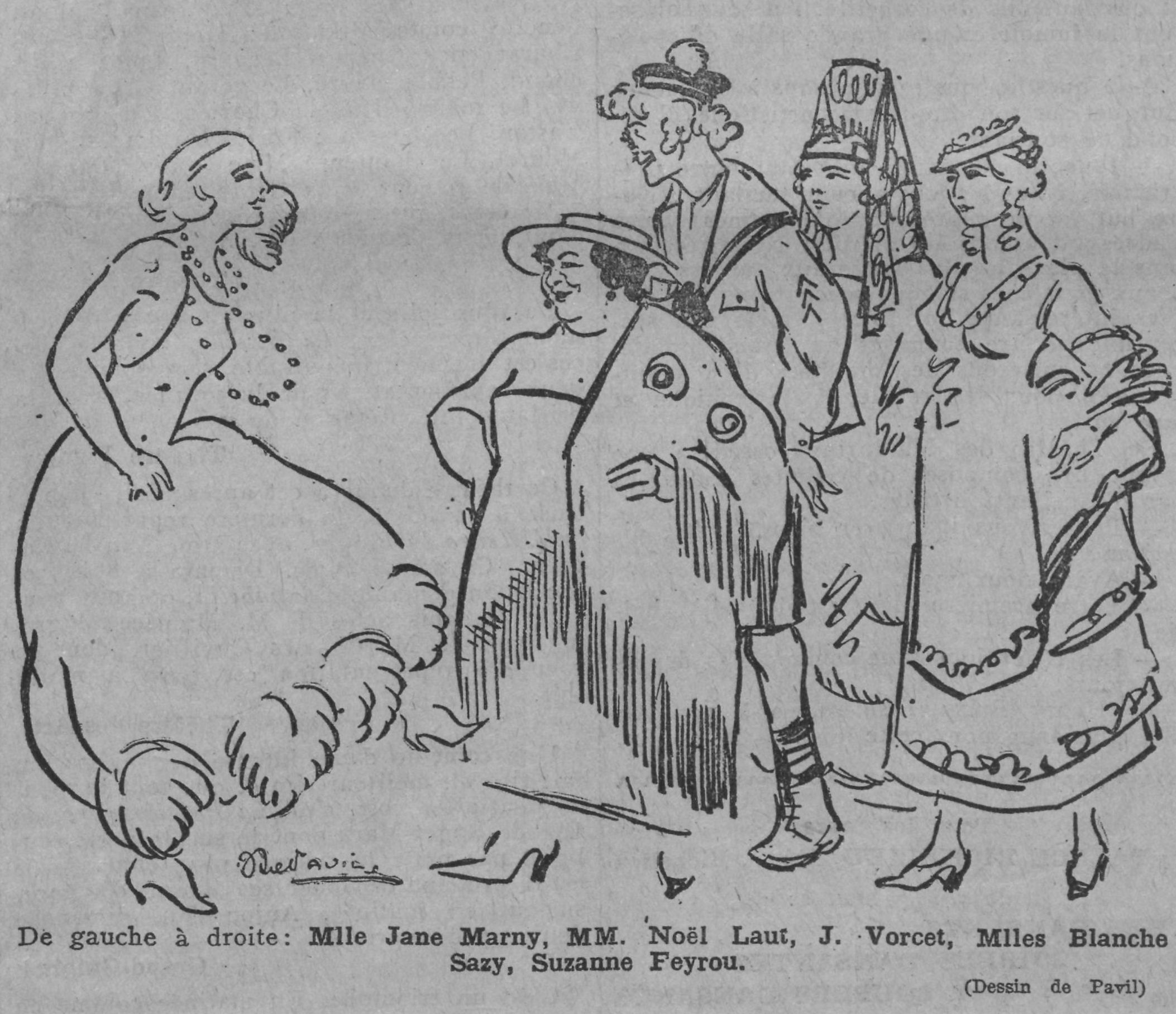
T'en as une couchette !, 1922

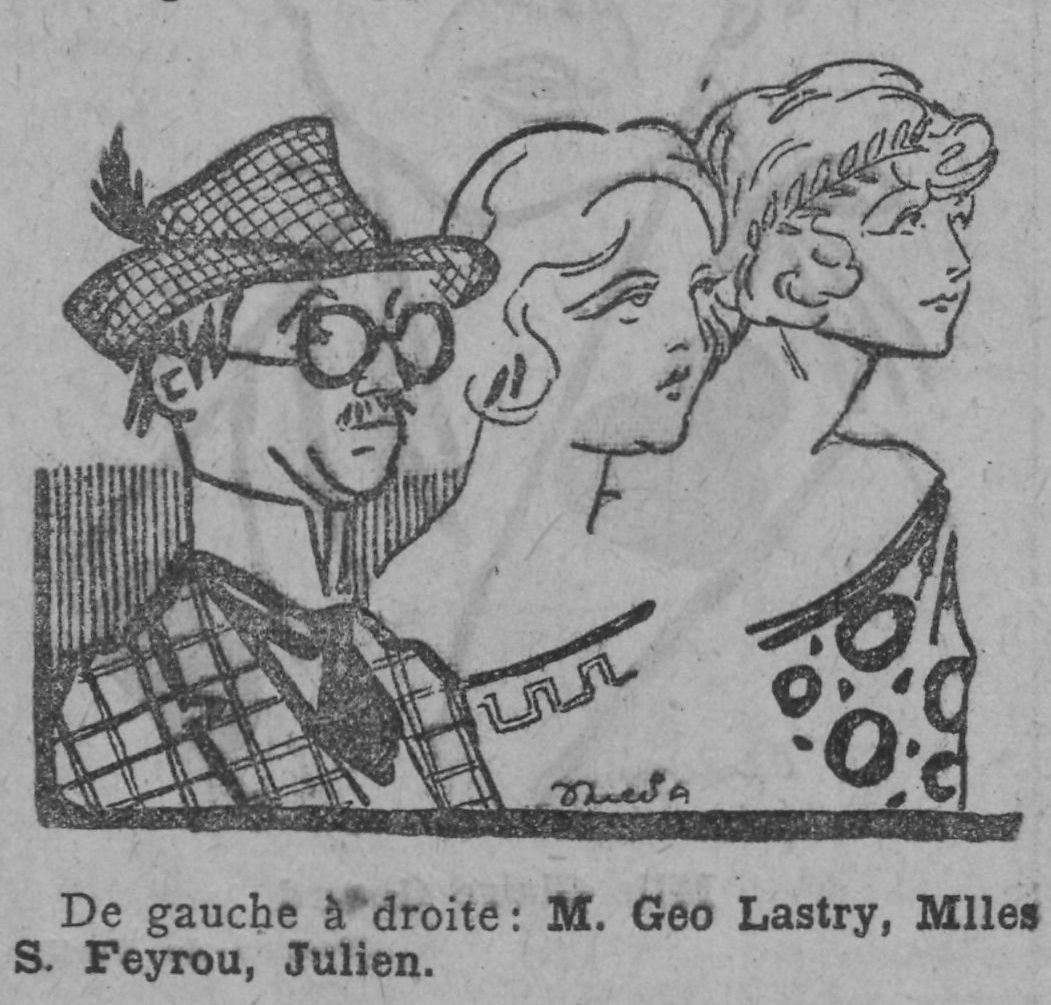
En Avant...Mark !, 1923

- 1921 : Ugène, pass’moi l’odorigène, à La Boite à Fursy[13],[14].
- 1921 : Payons nous leur R...hure, à La Boite à Fursy[15],[16].
- 1921 : Dans l'train, de Robert Dieudonné et  Mauricet, à La Boite à Fursy[17],[11].
- 1921 : Faites des enfants, de Fursy, Paul Marinier et Mauricet, à La Boite à Fursy[18],[19].
- 1922 : Paris sans gènes, de Charles-Alexis Carpentier et Robert Dieudonné, à La Boite à Fursy[20].
- 1922 : Ta Bouche, Dédé !, de Mauricet et Pierre Varenne, à La Boite à Fursy[21],[22],[23].
- 1922 : T'en as une couchette !, de Fursy, au Moulin de la Chanson[12].
- 1923 : Vas-y...Vas-la !, revue de Marsac et Mauclay, au Coucou[24].
- 1923 : En Avant...Mark !, revue d'André Dahl, à La Pie qui chante[25].
- 1923 : Chants d'Amis…!, revue d'André Dahl, à La Pie qui chante[26].

- 1923 : Bonjour !, de Mauricet, Pierre Varenne et Jacques Ferny, chez Mauricet et Fursy[27],[28],[29].
- 1923 : Oh...Pardon !, de Rip et Paul Briquet, chez Mauricet et Fursy[30],[31], qui atteint la 100e[32].
- 1924 : Olympique ! Oh… L'Impôt, de Jean Rieux chez Mauricet et Fursy[33],[34].
- 1925 : Chacun son tour, chez Mauricet et Fursy[35].
- 1925 : Scènes d'actualités, de Paul Briquet, Mauricet et Pierre Varenne, chez Mauricet et Fursy[36],[37].
- 1925 : Comment on fait une revue, de Rip, Mauricet et Pierre Varenne, au Moulin de la Chanson[38],[39].
- 1926 : Tire au franc, de Mauricet et Pierre Varenne, chez Mauricet et Fursy[40],[41].
- 1926 : L'Ami fric, de Paul Briquet, chez Mauricet et Fursy[42],[43].
- 1926 : Blague...Bottom, de Charles-Alexis Carpentier chez Mauricet et Fursy[44],[45] qui atteint la 100e[46].
- 1927 : Ça c'est Montmartre !, Mauricet et Pierre Varenne chez Mauricet et Fursy[47],[48],[49].
- 1927 : Tout va bien !, revue de Paul Briquet chez Mauricet et Fursy[50],[51],[52].
- 1927 : Chez Raymond, tout est bon, revue d'André Dahl et Fursy, chez Mauricet et Fursy[53].
- 1929 : Martini, le prince de l'humour, de Raymond Souplex et Ded Rysel, au Coucou[54].
- 1930 : A l'Aventure, revue de Raymond Genty et Gabriello, au Coucou[55].
- 1931 : La Revue de Marsac, revue de Jean Marsac avec Jane Sourza[56],[57].
- 1931 : Entends-tu le coucou, revue de René Dorin et Jean Marsac au Coucou[58],[59],[60]
- 1932 : Oh ! Yo-Yo !, de Rieux et Merry, au Coucou[61].
- 1932 : French-Cancans, de Géo Charley et Henri Dumont, au Coucou[62].
- 1933 : Jeux de massacre, revue de Jean Marsac, au Coucou[63].
- 1935 : Le Jugement de Paris, revue de Géon London et Victor Vallier au Perchoir[64].
- 1935 : A Ras perchés !, de Pierre Bénard et Victor Vallier au Perchoir[65].
- 1936 : Ligue, Ligue, Liguons… de Léon Michel, à La Lune Rousse[66].
- 1939 : La Revue qui chante ; confession d'un chansonnier qui a mal tourné, de Valentin Tarault, à l'Université de Montmartre[67].
- 1941 :  Pages éphémères, de Roméo Carlès, Pierre Ferrary et Pierre Gilbert au Coucou[68].

## Opérettes
- 1923 : Myria ou l'Amoureuse incomplète de René Nazelles, musique d'André Mauprey au théâtre du Perchoir, dans le rôle-titre[69],[70].

## Théâtre
- 1927 : La Belle de New York au théâtre des Ternes, 5 avenue des Ternes[71].
- 1933 : Un bon petit diable, d'après la comtesse de Ségur au théâtre du Bon petit diable[72].

## Répertoire
- L'horloge de Grand-mère de René-Paul Groffe[73].
- Bonjour Monsieur le Printemps
- Janot-Lapin, paroles et musique d'André Chanal[74].

## Enregistrements
- Les chansons de Bob et Bobette de René-Paul Groffe et Zimmermann, avec Jean Sorbier, chez Columbia, entre 1929 et 1948[8],[75],[76].
- Le chat botté, collection Le théâtre de Bob et Bobette[77]
- Madame la lune, de Léon Xanrof, chez Lumen, 1933[78],[79].
- Jacky et Mado[80] avec le petit Claude Pascal, chez Columbia, 1934[81].
- C'est ça la vie, avec Adrien Lamy chez Columbia, 1934
- Noëls, d'Augusta Holmès, harmonisé par Agostini, 1936[82].
- Les Chansons du Pays d'Anjou, de Pierre Danjou et Maxime Belliard, 1937[83].
- C'est la saison d'amour, Je ne suis pas ce que l'on pense, Je t'aime et Te souvient-il, chez Odeon, 1937[84].

## Vie privée
Elle se marie le 24 mai 1913 avec Eugène Coulon et en secondes noces le 8 février 1936 avec Gaston Salvatore Tanet.